# Marcel Winkler
Pour les articles homonymes, voir Winkler.
Marcel Sylvia Winkler, née le 29 octobre 1970 à Johannesbourg, est une athlète sud-africaine.
Elle est médaillée d'or du relais 4 × 100 mètres et médaillée d'argent du relais 4 × 100 mètres, du 100 mètres et du 200 mètres aux Championnats d'Afrique d'athlétisme 1992 à Belle Vue Maurel. 
Elle participe aux Jeux olympiques d'été de 1992 à Barcelone, sans dépasser le stade des séries de qualification du 100 mètres et du 200 mètres.